# 鄧思穎
鄧思穎（英語：Tang Sze-Wing），香港語言學家，現為香港中文大學中國語言及文學系教授，同時擔任香港語言學會第九任會長。其主要研究領域包括粵語的句法理論和比較語言學。2015年憑籍《粵語語法講義》一書獲得王力語言學獎。

## 著書
- 2003年：《漢語方言語法的參數理論》（A Parametric Theory of Chinese Dialectal Grammar）北京：北京大學出版社 ISBN 9-787-30106-1077
- 2010年：《形式漢語句法學》（Formal Chinese Syntax）. 上海：上海教育出版社 ISBN 9-787-54443-0104
- 2015年：《粵語語法講義》（Lectures on Cantonese Grammar）. 香港：商務印書館 ISBN 9-789-62070-3959
- 2018年：《語法分析》（An Analysis of Grammar）. 香港：商務印書館 ISBN 9-789-62077-2801
- 2019年：《形式漢語句法學（第二版）》（Formal Chinese Syntax 2nd edition）. 上海：上海教育出版社 ISBN 9-787-54448-9577

## 榮譽
- 2012年：憑籍《形式漢語句法學》獲「紀念李方桂先生中國語言學研究學會2011-2012年度學術論著獎」優等獎
- 2017年：憑籍《粵語語法講義》獲「第十七屆北京大學王力語言學獎」二等獎

## 對普教中的看法
香港語文教育及研究常務委員會自2008年起，便有意推行以普通話教授中文科（簡稱普教中）的政策，香港教育局亦欲以此作為遠程目標。針對有關政策，鄧思穎表示應以學生及老師最為熟悉的語言進行教學，並認為香港教育講求兩文三語，因此已有非常充足的學習普通話及英語的機會，反而更需要推動粵語基礎知識教育以保留本地文化，建議中小學可教授更多粵語的語音及語法等知識，從而加強學生的粵語會話及寫作水平。

## 外部連結
- 官方网站
- 鄧思穎在香港中文大學的頁面